# Camí de Carreu (la Viella)

El Camí de Carreu per la Viella, respecte del terme d'Abella de la Conca

El Camí de Carreu és un camí del terme municipal d'Abella de la Conca, al Pallars Jussà, a l'àmbit de la vila d'Abella de la Conca.
El Camí de Carreu és a la partida de les Vielles, a ponent de la vila d'Abella de la Conca. Enllaça el Camí de Sant Romà d'Abella i el de les Escomelles, a lo Calvari amb la Pista del Petrol. Era un dels antics camins que unien Abella de la Conca i Sant Romà d'Abella amb Carreu.
S'inicia a la partida de lo Calvari, a l'extrem nord-oest de los Plans d'Abella de la Conca, s'adreça cap al nord-oest travessant el riu d'Abella, entrant en terme d'Isona i Conca Dellà de seguida. Passa prop de Cal Macià i de Casa Bernadí, i s'enfila cap al nord per anar a cercar el vessant de llevant del Tossal de la Doba, on torna a entrar en el terme d'Abella de la Conca.
En tot el seu recorregut, va trobant trencalls amb camins que se'n separen o que el travessen. Just al nord del Tossal de la Doba, se'n separa, cap a llevant, el Camí de Casa Grives, i poc més al nord, se li uneix, venint del sud-est, del Camí dels Planells, i encara una mica més amunt, el Camí de Cal Borrell, a prop i al nord-oest de Cal Borrell.
Sempre cap al nord, però fent giragonses, va a buscar la partida de los Planells i s'adreça a prop i a ponent de la casa de Cal Borrell. Segueix un tros per sota de l'Estimat de Borrell, en el Camí de la Casa Vella de Borrell, i se'n separa aviat per tornar a emprendre cap al nord. Al cap d'una mica es fon en la Pista del Petrol, i el camí, molt poc transitat, va esdevenint impracticable per a la major part de vehicles. El camí segueix, però, cap al nord, practicable a peu, i s'enfila cap a la Collada de Gassó, fusionada en la Pista del Portell.
Discorre pels termes municipals d'Abella de la Conca i d'Isona i Conca Dellà, a l'antic terme de Sant Romà d'Abella, un tram pel terme de Conca de Dalt (antic terme d'Hortoneda de la Conca, i, finalment, torna a entrar en el terme d'Abella de la Conca, a la Vall de Carreu. En el seu recorregut pel terme d'Abella de la Conca, travessa les partides de les Vielles, los Planells, les Collades, Ordins, la Bernada i Carreu.

## Etimologia
Es tracta d'un topònim romànic modern, de caràcter descriptiu: es tracta d'un dels camins que menaven a Carreu.